# 皆藤愛子 あいラジ
皆藤愛子 あいラジ（かいとうあいこ あいラジ）は、ニッポン放送で2010年10月10日から2012年9月30日まで放送されていたトーク番組である。

## 番組概要
ニッポン放送は2010年下半期番組編成にて、皆藤を起用したラジオ番組を編成した。皆藤は同局で初めてのラジオ番組を担当する事となった。番組構成は、皆藤の仕事の裏話からオフの過ごし方などプライベートな話をメインにリスナーへ語りかけるトーク番組をコンセプトとしている。
番組開始から半年後に放送時間が1時間から、30分に縮減したがナイターインも含めて継続し、2012年9月30日放送分を持って当該番組は終了。皆藤は同業他局のラジオ番組には継続して出演しているが、ニッポン放送で出演経験が以降存在しない。また、同局にて皆藤が所属事務所であるセント・フォースに所属タレント、フリーアナウンサーの番組は数多く編成されているが、基本的には3年程で終了する番組が多数を占めている。

## 出演者

### パーソナリティ
- 皆藤愛子（タレント、キャスター）

## 放送時間

### 放送終了時点
- 日曜 17:20 - 17:50 - 2011年4月10日 - 2012年9月30日

### 過去
- 日曜 18:00 - 19:00 - 2010年10月10日 - 2011年4月3日

### 放送時間変更等
2011年
- 2月27日:2011年2月の聴取率率調査週間編成に伴い、夕方枠のレギュラー番組が繰り上がった事で当該番組も時間尺を拡大し、『あいラジ拡大号』として20:00迄の特別編成となった。
- 3月13日:前々日に発災した東日本大震災の被災状況に関する報道特別番組編成の為、番組休止。
- 10月16日：当初は通常通り放送予定だったが、前継番組の『ショウアップナイタースペシャル セ・リーグ優勝決定試合 読売ジャイアンツ×中日ドラゴンズ』実況中継の中継延長のため、番組休止。

2012年
- 1月1日：『リョービスペシャル 山野秀子のちいさなパティオ』（17:00 - 17:30）編成のため、10分繰り下げて編成された。
- 3月11日：『サンデーショウアップスポーツ』（17:20 - 17:30）、『マイ プレイリスト Love for Japan 〜kizashi〜』（17:30 - 20:30）編成の為、番組休止。

## ネット局
放送時間の早い順に記載
| 放送対象地域 | 放送局       | 放送日時           | 時差    | 備考 |
| ------------ | ------------ | ------------------ | ------- | ---- |
| 関東広域圏   | ニッポン放送 | 日曜 17:20 - 17:50 | 制作局  |      |
| 香川県       | RNCラジオ    | 土曜 23:00 - 23:30 | 6日遅れ |      |
| 長野県       | SBCラジオ    | 日曜 11:30 - 12:00 | 7日遅れ |      |

## タイムテーブル

### 放送終了時点
生放送につき、記載されている時間は目安
| タイムテーブル | タイムテーブル            | タイムテーブル                                                                                                |
| 時刻           | 内容                      | 備考 |
| -------------- | ------------------------- | --- |
| 17:20.00       | オープニング              | OPトーク後、「きょうもあなたに5時20分の会図を送ります」と 決めゼリフを発して、1曲楽曲を流す                   |
| 17:29.00       | あいらじの・・・WA        | 毎月毎にテーマを決めた、リスナーの好みのモノを紹介するコーナー                                                |
| 17:37.00       | 愛子のチョットおいしい話! | リスナーが最近食べた美味しかった料理や 飲食店等の素敵な商品について募るコーナー コーナー締め後、1曲楽曲を流す |
| 17:47.30       | エンディング              | エンディングトーク&「ショウアップナイタープレイボール」の告知                                                 |

## 特別番組
- 帰ってきた!皆藤愛子あいラジ年末スペシャル

番組終了から3ヶ月が経過した、年末に最初で最後の特別番組が編成され、放送時間も2010年のナイターオフ枠と同様に約1時間となった
2012年12月30日 18:00 - 18:50